# Onda de rádio
Ondas de rádio irradiadas
por uma antena Yagi.
Ondas de rádio são  um tipo de radiação eletromagnética com comprimento de onda maior (e frequência menor) do que a radiação infravermelha. Como todas as outras ondas eletromagnéticas, viajam à velocidade da luz no vácuo. Elas são geradas naturalmente por raios ou por objetos astronômicos. Artificialmente, as ondas de rádio podem ser geradas para rádios amadores, radiodifusão (rádio e televisão), telefonia móvel, radar e outros sistemas de navegação, comunicação via satélite, redes de computadores e em inúmeras outras aplicações.
Tais ondas eletromagnéticas são também denominadas ondas hertzianas e popularmente conhecidas como ondas de radiofrequência ou simplesmente ondas de rádio.  As ondas hertzianas podem ser produzidas por correntes elétricas de que oscilam rapidamente (ou seja, correntes elétricas de alta frequência) em um condutor (como uma antena).
Do ponto de vista físico, a menos de seu comprimento de onda e frequência, as ondas de rádio compartilham das mesmas propriedades de outras ondas eletromagnéticas, como a luz, a radiação infravermelha, raios X etc. São ainda conhecidas pelo termo inglês Radio frequency (RF) como em RF cavity.

## Histórico

Gráfico aproximado da transmitância (ou opacidade) da Terra para os vários comprimentos de onda da radiação eletromagnética, incluindo as ondas de rádio.

As ondas de rádio foram inicialmente previstas pelo trabalho matemático feito em 1864 por James Clerk Maxwell. Maxwell reportou propriedades ondulatórias da luz e similaridades em observações elétricas e magnéticas. Ele então propôs equações que descrevem as ondas de luz e de rádio como ondas de eletromagnetismo que viajam pelo espaço. Em 1887, o alemão Heinrich Hertz demonstrou existência das ondas eletromagnéticas de Maxwell gerando experimentalmente ondas de rádio em seu laboratório. Posteriormente, muitas invenções  foram criadas, fazendo uso das ondas de rádio, para transmitir informação pelo espaço.
Tais ondas, que em 1887 foram chamadas de "ondas indutivas" ou "ondas aéreas" por Hertz, hoje são chamadas ondas hertzianas, em homenagem a ele.

## Transmissão e recepção
As ondas de rádio podem ser produzidas por uma fonte de oscilações de corrente ou carga. O sinal elétrico é convertido em ondas eletromagnéticas através da aceleração das cargas de um arranjo conhecido como dipolo existente dentro da fonte, a variação de velocidade das cargas gera uma variação no campo elétrico produzido fazendo com que as ondas se desprendam da fonte e se propaguem pelo meio. Neste caso, é importante se atentar a alguns detalhes, como o fato de que correntes alternadas de frequência relativamente baixa bem como circuitos com oscilações anti-fásicas irradiam mal. Sendo assim, observa-se que, para uma radiação ser eficiente, o circuito necessita ser aberto.
No processo de produção/transmissão, a energia das oscilações eletromagnéticas concentradas nos circuitos oscilatórios de saída da fonte é convertida na energia das ondas que são irradiadas. Em contrapartida, no processo de recepção acontece o inverso, a energia das ondas em propagação é convertida na energia de uma corrente alternada, que é concentrada na entrada dos circuitos oscilatórios de uma fonte receptora. Este último processo acontece quando um dipolo elétrico sente a atuação de uma onda se propagando pelo espaço, a energia extraída da onda por ele depende de seu comprimento, do comprimento da onda e do ângulo existente entre a direção em que a onda incide e o próprio dipolo. A determinação das características de recepção permitem que uma fonte transmissora também se comporte como uma fonte de receptora dependendo das propriedades de transmissão que ela possui.

## Usos das ondas de rádio

### Radiocomunicações
| Ondas de rádio                                                        |
| --------------------------------------------------------------------- |
| Ciclos por segundo: 3 kHz a 300 GHz Comprimento de onda: 10 km a 1 mm |

Sistemas de rádio AM e FM.

Embora se empregue a palavra rádio, as transmissões de televisão, rádio e telefonia móvel estão incluídas nesta classe de emissões de radiofrequência. Outros usos são áudio, vídeo, radionavegação, serviços de emergência e transmissão de dados por rádio digital, tanto no âmbito civil como militar. Também são utilizadas por radioamadores.
De modo a receber sinais de rádio, como por exemplo, de estações de rádio AM ou FM, uma antena de rádio deve ser utilizada. No entanto, como a antena irá captar centenas de sinais de rádio ao mesmo tempo, um sintonizador de rádio é necessário para sintonizar em uma frequência em particular (ou em uma faixa de frequência). Isso é tipicamente feito através de um ressonador (que, em sua forma mais simples, é um circuito com um capacitor e um indutor). O ressonador é configurado para ressonar em uma frequência em particular (ou em uma banda de frequência), de modo a amplificar os sinais de rádio em tal frequência, e ignorar os demais sinais.
Nesse contexto, é comum dividir as ondas hertzianas em faixas de frequência, que variam entre as frequências de 30 quilohertz (muito baixas) a 300 mil megahertz (extremamente altas). Essas bandas de frequências são classificadas em grupos, e estes grupos são comumente chamados por: onda curta, onda média e onda longa. Dentro destes segmentos, encontram-se as estações de radiodifusão, serviços de comunicação aérea, marítima, telegrafia etc.

### Radioastronomia
Muitos dos objetos astronômicos emitem ondas de rádio. Em alguns casos, em várias bandas e em outros casos em uma frequência bem definida que corresponde com uma linha espectral, por exemplo:
- Linha de HI ou hidrogênio atômico. Centrada en 1,4204058 GHz.
- Linha de CO (transição rotacional 1-0) associada ao hidrogénio molecular. Centrada em 115,271 GHz.

### Radar
O radar é um sistema que usa este tipo de ondas eletromagnéticas para medir distâncias, altitudes, direções e velocidades de objetos estáticos ou móveis como aeronaves, barcos, veículos motorizados, formações meteorológicas e o próprio terreno. Baseia-se em emitir um sinal de rádio, que quando refletido por um corpo, sabe-se a sua posição exata, entre outras propriedades, através de cálculos relacionados com a velocidade de propagação da luz. Assim a partir deste eco pode-se conhecer informações do corpo em causa. Este aparelho tem inúmeras aplicações, tais como:
- Na meteorologia;
- No controle de tráfego aéreo, terrestre e marítimo;
- E uma grande variedade de usos militares.

### Ressonância magnética nuclear
A ressonância magnética nuclear estuda os núcleos atómicos ao alinharmo-los  a um campo magnético constante para posteriormente perturbar este alinhamento com o uso de um campo magnético alternado, de orientação ortogonal. Como resultado desta perturbação, dá-se origem  a uma diferença de energia que é evidenciada ao se excitar tais átomos por uma radiação eletromagnética de mesma frequência. Estas frequências correspondem tipicamente ao intervalo de radiofrequências do espectro eletromagnético.

### Outros usos das ondas de rádio
- Aquecimento
- Metalurgia: tratamento de materiais, soldas
- Indústria alimentícia: Esterilização de alimentos
- Medicina: Implante coclear
- Diatermia